# Holmetorp (naturreservat)
Holmetorp är ett naturreservat i Mörbylånga kommun i Kalmar län.
Området är naturskyddat sedan 1999 och är 27 hektar stort. Reservatet består av bestesmarker med lövträd och våtmarker.